# フェルウェルデラディール
フェルウェルデラディール（西フリジア語: Ferwerderadiel、 発音）は、オランダのフリースラント州にかつて存在した基礎自治体（ヘメーンテ）。正式名称はフリジア語で、オランダ語ではフェルウェルデラデール（Ferwerderadeel, 発音: [fɛrˈʋɛrdəraːˌdeːl] ( 音声ファイル)）という。
2019年、ドンヘラデールおよびコルメルラント・エン・ニーウクロイスラントと合併し、新たにノアルトエアスト＝フリースラン（北東フリースラント）となった。

## 地区
- バルトレヒエム (Bartlehiem)
- ブレイエ (Blije)
- ブルダールト (Burdaard)
- フェルウェルト (Ferwert)
- ヒンヌム (Ginnum)
- ハルム (Hallum)
- ヘーヘベイントゥム (Hegebeintum)
- ヤンヌム (Jannum)
- イスルム (Jislum)
- リクタールト (Lichtaard)
- マルム (Marrum)
- レイトスム (Reitsum)
- ワンスウェルト (Wânswert)
- ウェステルネイトシェク (Westernijtsjerk)

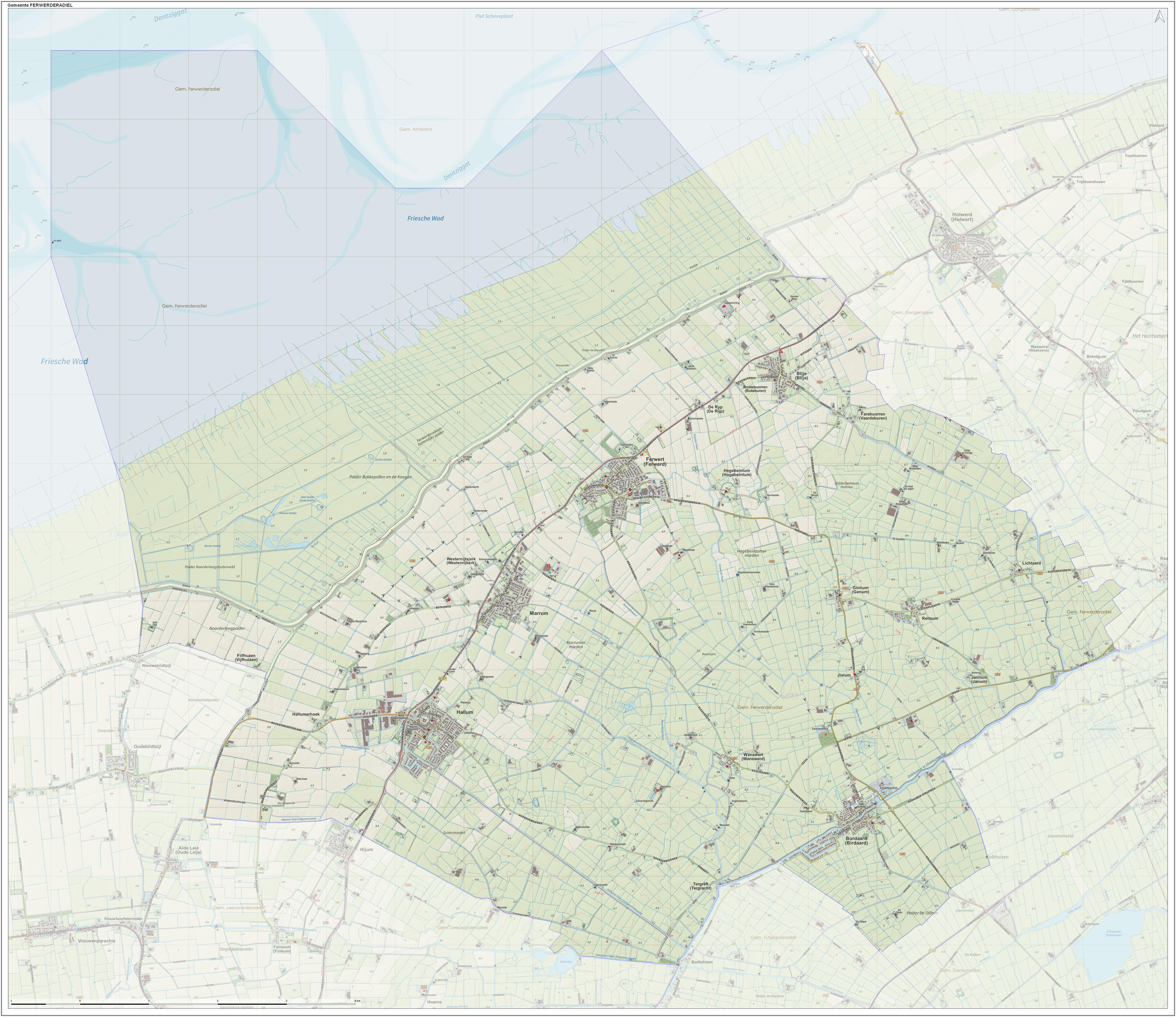
旧フェルウェルデラディール市の地形図（2015年6月時点）

## ゆかりの人物
- ハルムの聖フラルク（1113年ごろ - 1175年） プレモントレ修道会の神父
- バルトルト・ダウマ・ファン・ブルマニア（1695年 - 1766年） オランダの外交官。駐ウィーン大使
- ペーター・ブレス（1795年 - 1875年） 聖職者、言語学者
- ヘラルドゥス・ヘイマンス（1857年 - 1930年） 哲学者、心理学者
- ワトセ・クペルス（1891年 - 1966年） ジャーナリスト、西フリース語の作家
- エールトシェ・ボアテス・フォルケルツマ（1893年 - 1968年） 西フリース語の作家
- マリア・ステルク（1979年 - ） 長距離スピードスケート選手

## ギャラリー

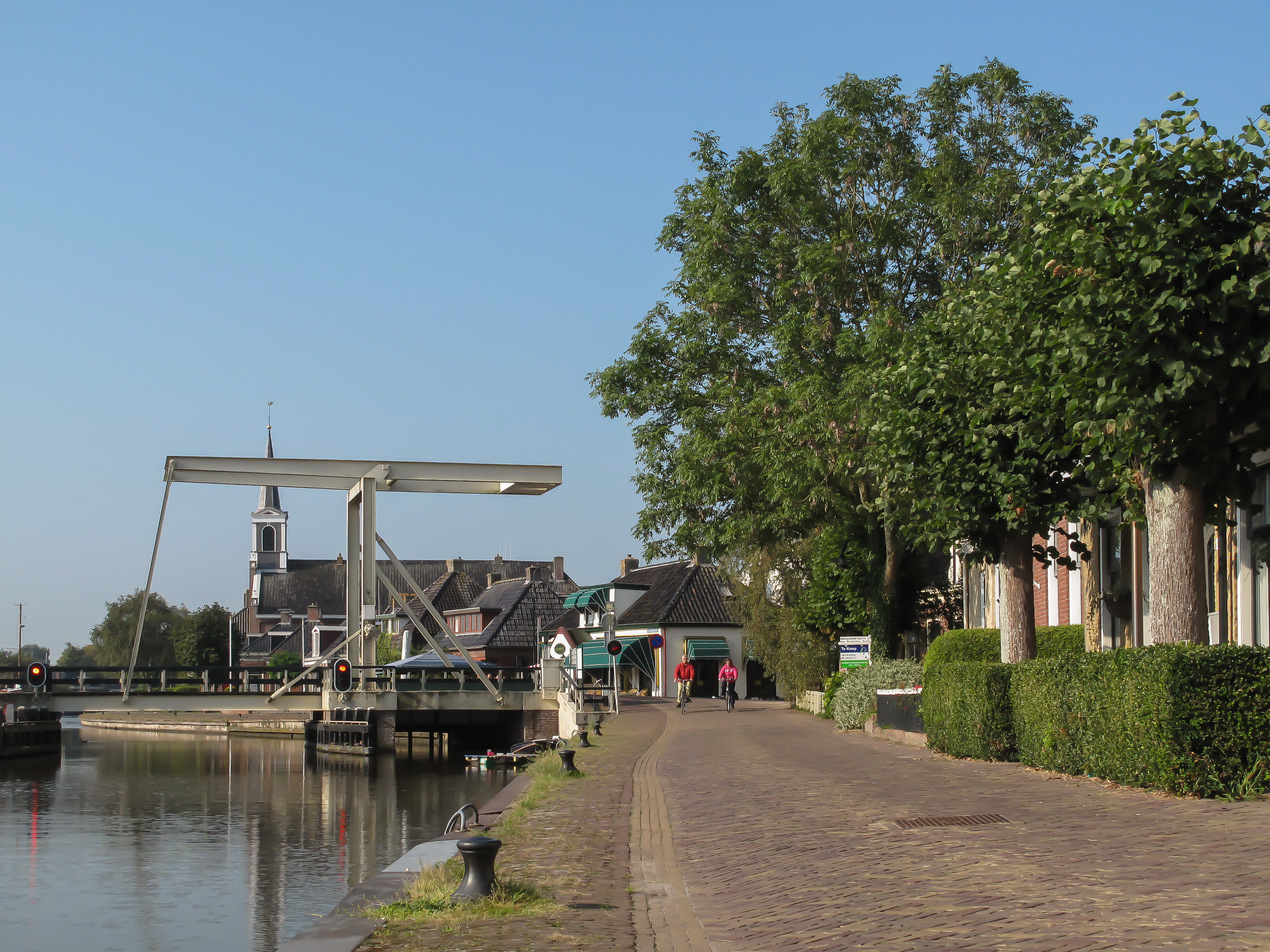
ブルダールトの跳ね橋と教会
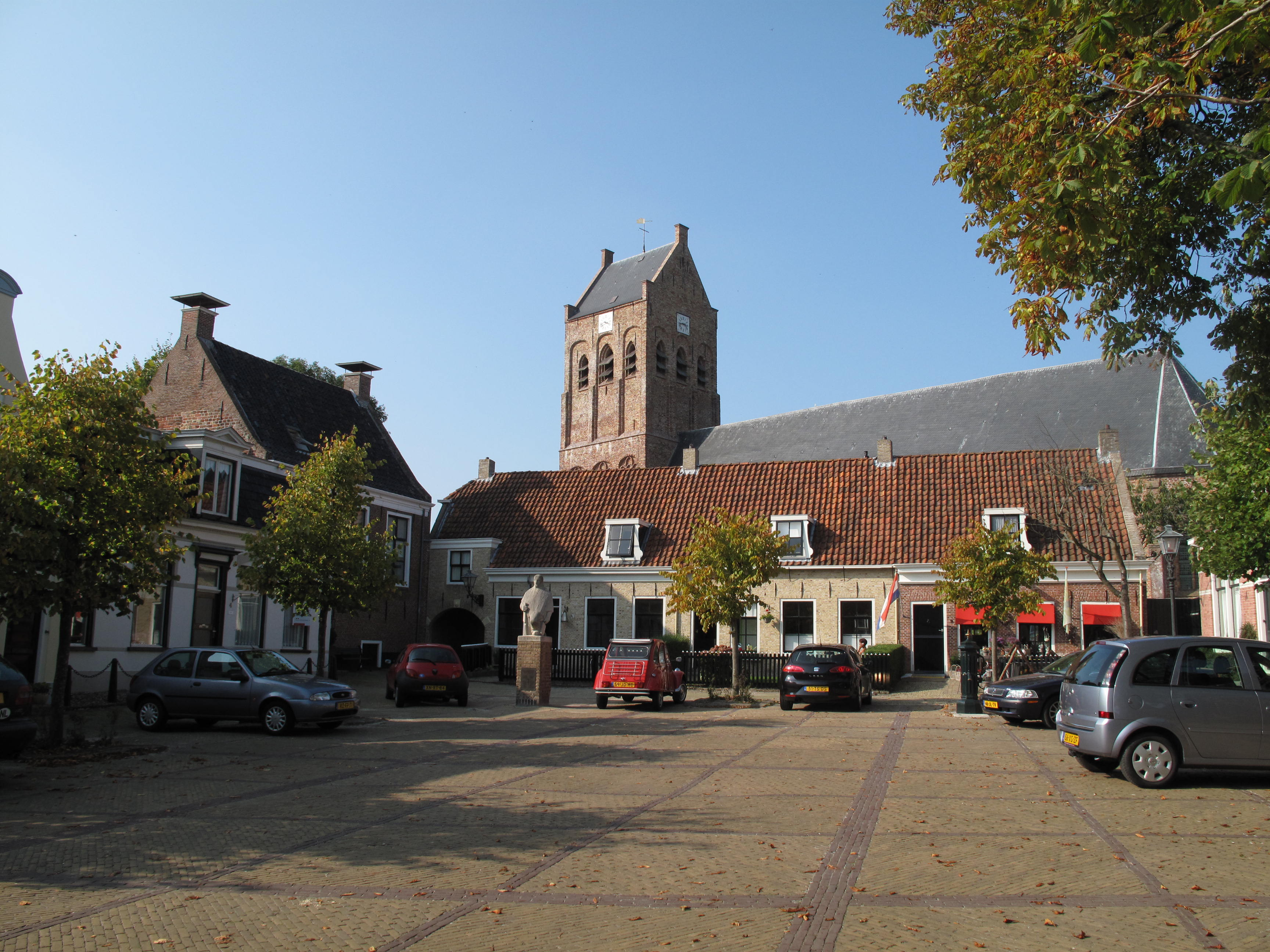
フェルウェルトの教会
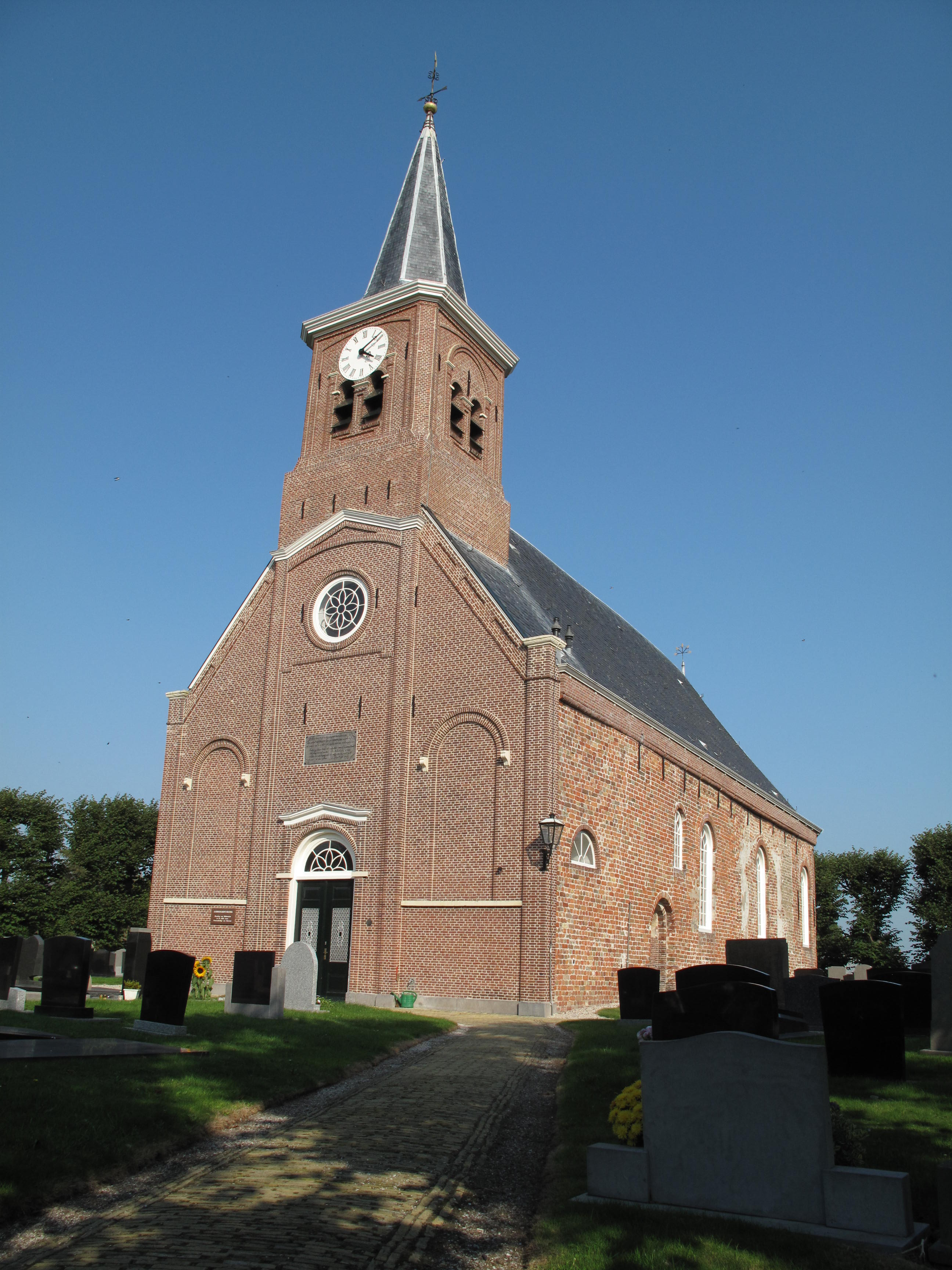
マルムの教会
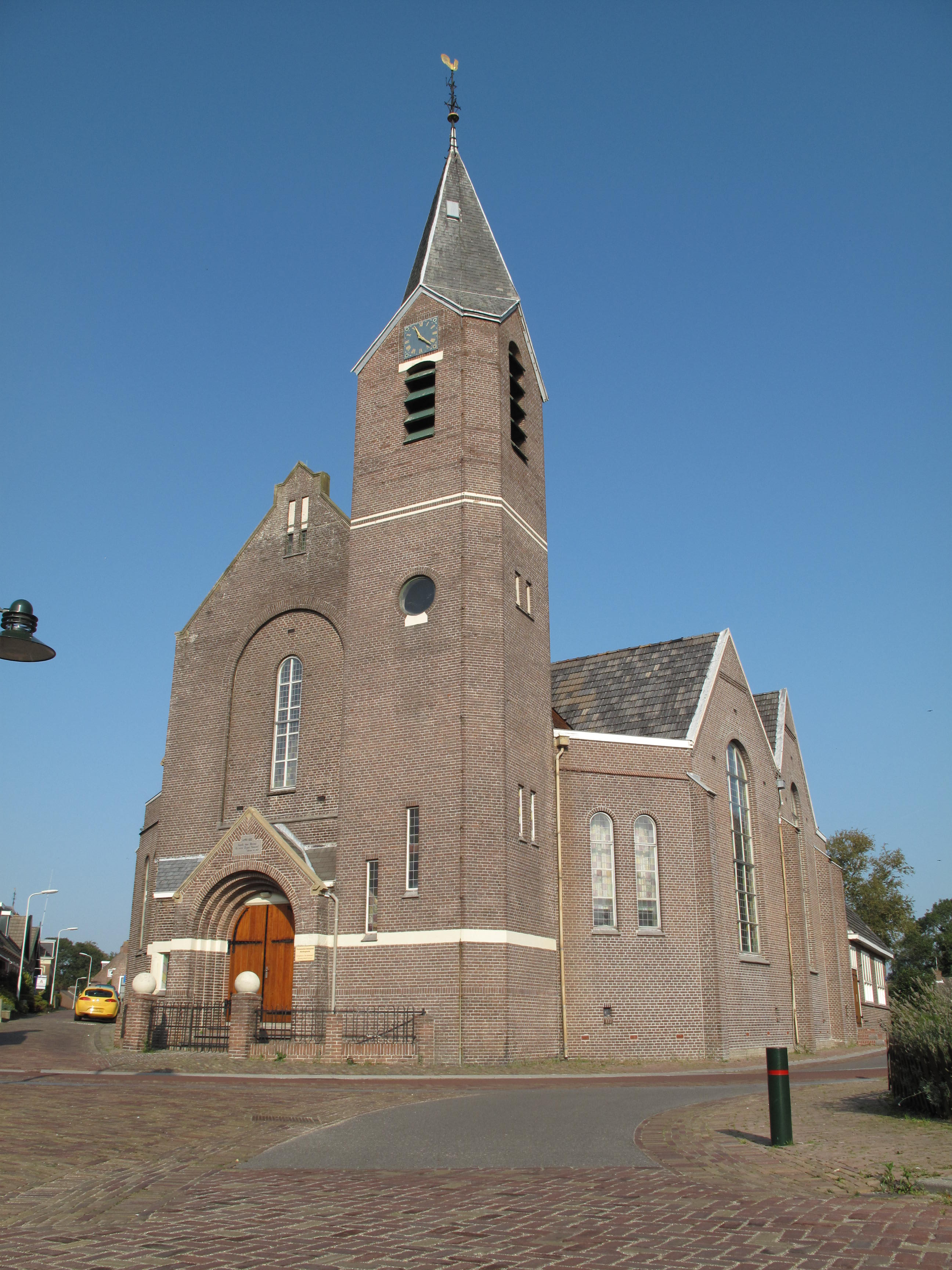
ハルムの教会